# Love Changes (Everything)
Love Changes (Everything) is een nummer van het Britse popduo Climie Fisher. Het is de tweede single van hun debuutalbum Everything uit 1987. In maart 1988 werd het nummer als remix versie opnieuw op single uitgebracht.
De heren van Climie Fisher schreven het nummer aanvankelijk voor Rod Stewart, maar Stewart weigerde, dus besloot Climie Fisher het zelf maar op te nemen. "Love Changes (Everything)" kreeg in veel landen pas in het voorjaar van 1988 succes met de remix versie, maar in Nederland en België (Vlaanderen) kwam de originele versie van de plaat in het najaar van 1987 al in de hitlijsten. In thuisland het Verenigd Koninkrijk bereikte de remix versie van de plaat begin 1988 de 2e positie in de UK Singles Chart. In Australië werd de 16e positie bereikt en in Nieuw-Zeeland de 12e. In de Verenigde Staten bereikte de plaat de 23e positie in de Billboard Hot 100.
In Nederland werd de plaat veel gedraaid op Radio 3 en werd een radiohit in de destijds twee hitlijsten op de nationale popzender. De plaat bereikte in het najaar van 1987 de 20e positie in de Nederlandse Top 40 en de 30e positie in de Nationale Hitparade Top 100. In de Europese hitlijst op Radio 3, de TROS Europarade, werd géén notering behaald, aangezien deze lijst op donderdag 25 juni 1987 voor het laatst werd uitgezonden.
In België bereikte de plaat de 24e positie in de Vlaamse Radio 2 Top 30 en de 29e positie in de Vlaamse Ultratop 50.